# Wilhelm Gieße
Hans Wilhelm Julius Eberhard Georg Gieße (* 22. März 1790 in Wetzlar; † 5. Mai 1839 in Wiesbaden) war ein deutscher evangelischer Theologe und Mitglied der Deputiertenkammer der Landstände des Herzogtums Nassau.

## Leben
Wilhelm Gieße war ein Sohn des Generalsuperintendenten Friedrich Gieße (1760–1842) und dessen Ehefrau Johanna Christiane Grau (1767–1834, Tochter des Metropolitans Elias Grau und der Maria Magdalene Bernhardi).
Nach dem Abitur am Gymnasium Weilburg absolvierte er ein Studium der Theologie an der Ruprecht-Karls-Universität Heidelberg und der Theologischen Fakultät Herborn. Bevor er 1829 Dekan und erster Stadtpfarrer in Idstein wurde, war er Pfarrer in Freirachdorf (1810–1813) und Flach (1813–1829).
Am 1. April 1837 trat er die Nachfolge von Bischof Georg Müller als Mitglied der Deputiertenkammer der Landstände des Herzogtums Nassau an. Dieses Amt hatte er bis zum 5. Mai 1839 inne, als der Landesbischof Ludwig Wilhelm Wilhelmi sein Mandat übernahm.